# George Wilkins
Pour les articles homonymes, voir Wilkins.
George Wilkins (mort en 1618) était un dramaturge et un pamphlétaire anglais de la période élisabéthaine. Il a collaboré avec Shakespeare pour sa pièce Périclès.

## Biographie
Il est le fils de George Wilkins, mort en 1603 et appelé « George Wilkins, le poète ». Il est possible que ce soit eux qui ont écrit les deux sonnets signés « G. W. senior » et « G. W. junior » figurant dans la préface d'Amoretti de Spenser, publié en 1595. George Wilkins père est mort de la peste le 19 août 1603 à Shoreditch.
Les témoignages montrent que George Wilkins a de l'ambition et que, pendant un certain temps, il dispose de relations influentes, ce qui ne l'empêche d'échouer à vivre de son art. Toutes les œuvres que nous connaissons de lui sont publiées pendant une brève période d'intense activité, entre 1606 et 1608, mais il écrit déjà vraisemblablement depuis une dizaine d'années. En 1610, il est installé comme aubergiste dans le quartier mal famé de St Sepulchre à Londres, et probablement comme tenancier de maison close.
On ne connaît rien des premières années de George Wilkins. Il semble toutefois qu'il possède ou exploite dès 1604 une auberge vers St Giles-without-Cripplegate, où logent les Belott, des amis de Shakespeare. C'est peut-être à cette occasion que les deux dramaturges font connaissance. C'est sans doute lui, le George Wilkins qui se marie le 13 février 1602 à l'église St Lawrence Jewry dans la Cité de Londres avec Katherine Fowler. Ils ont un garçon, prénommé Thomas, qui est baptisé à l'église de St Giles-without-Cripplegate le 11 février 1605. Wilkins se considère comme un homme éduqué, et il se présente souvent dans ses écrits comme un universitaire pauvre et ignoré. Pourtant on ne retrouve aucune trace de lui dans les registres des universités. Son premier ouvrage publié et connu est une traduction en 1606 de l'épitomé par Justin des Histoires philippiques en quarante-quatre livres de Trogue Pompée, dans laquelle il plagie largement une traduction plus ancienne d'Arthur Golding.
Il se rabat ensuite sur une littérature plus commerciale en collaborant avec Thomas Dekker pour le pamphlet Jests to Make you Merrie (« Plaisanteries pour vous rendre gai »), publié en 1607. La plaisanterie no 44 résume les relations de Wilkins avec le milieu du théâtre : «Si vous voulez devenir fou à coup sûr, soit vous épousez une putain, soit vous faites des affaires avec des comédiens». En effet à cette époque, il écrit aussi pour le théâtre en tant qu'écrivain indépendant. The Miseries of Enforced Marriage, sa seule pièce connue écrite sans collaboration, est jouée par la Troupe du roi probablement mi-1607. En effet, elle est enregistrée en juillet, et la page-titre de son édition mentionne qu'elle est actuellement en cours de représentation. Cet été-là, une autre pièce, The Travels of the Three Brothers est entrée au Registre des Libraires, produit de la collaboration avec John Day et William Rowley. Elle est jouée au Red Bull Theatre à Clerkenwell par la Troupe de la reine à la même période, la page-titre de son édition indiquant également « jouée en ce moment ».
Wilkins a aussi probablement collaboré avec John Day pour la pièce Law Tricks en 1608, mais son plus grand mérite littéraire est sa possible collaboration avec Shakespeare pour la pièce Périclès.
Comme Wilkins ne produit plus rien de marquant après cette date, alors qu'il est à l'origine de deux succès majeurs au Théâtre du Globe (The Miseries of Enforced Marriage et Périclès), il est possible qu'il soit définitivement écarté de la scène par la Troupe du roi, pour avoir fourni, sans autorisation, le texte de Périclès à l'éditeur Gosson et d'avoir publié une version romancée de cette pièce la même année.
La Troupe du roi avait d'autres raisons de se méfier de Wilkins. Les archives révèlent que, dès 1602, il a maille à partir avec la loi, et il se retrouve à maintes reprises devant les tribunaux de 1610 jusqu'à la fin de sa vie. Par exemple, en 1611, il est accusé d'avoir donné un coup de pied dans le ventre d'une femme enceinte, puis, la même année, il est arrêté pour avoir facilité la fuite d'une prostituée qui venait de commettre un vol. Probablement que son caractère belliqueux s'est aggravé par son dépit d'avoir dû abandonner sa carrière de dramaturge, et d'être obligé, pour survivre, d'exercer le métier d'aubergiste dans un quartier mal famé, entre Cowcross (en) et Turnmill streets (en), connu pour ses pickpockets et ses prostituées. Mais il est également possible que Wilkins fût, dès l'origine, un personnage difficile et peu digne de confiance. Enfin, un de ses démêlés avec la justice laisse penser que sa taverne fait aussi office de maison close.
En 1612, il finit par perdre temporairement sa licence d'aubergiste à cause de ses nombreux délits. Les deux années suivantes, il évite de nouvelles plaintes, tout en étant lui-même victime d'agressions. Pourtant, le 3 septembre 1618, il est accusé d'avoir hébergé un criminel, mais il reste libre sous caution. À la session du 2 octobre, il est acquitté « car il est mort ». Il devait avoir environ 42 ans. Sa femme hérite de tous ses biens le 14 octobre suivant.

## Œuvres

### The Miseries of Enforced Marriage
Cette pièce est tirée de l'histoire sensationnelle de Walter Calverley (en), qui, en avril 1605, tue sa femme et deux de ses trois jeunes enfants, avant de rester totalement muet durant l'enquête. Conformément à la législation du temps, il est alors exécuté par écrasement, peine réservée à ceux qui refusent de plaider, aussi bien coupable que non coupable. Cette histoire inspirera plusieurs auteurs qui en tireront des livres, une ballade ou des pièces de théâtre, comme The Yorkshire Tragedy, désignée frauduleusement par Thomas Pavier dans son édition de 1608 comme une pièce de Shakespeare, et qui a été vraisemblablement écrite par Thomas Middleton, si l'on en croit les analyses lexicographiques récentes menées par ordinateur.
Toutefois, dans la version de Wilkins, il n'y a que des menaces de meurtre, qui ne sont pas mises à exécution, ce qui permet d'aboutir à une réconciliation générale et à une fin heureuse. Wilkins connaît le succès avec cette pièce, puisqu'elle est rééditée plusieurs fois, en 1611, en 1629 et en 1637. Aphra Behn en fera une adaptation qu'elle intitulera The Town Fop en 1677.
Wilkins peut avoir voulu que les lecteurs se demandent si cet ouvrage n'était pas la confession autobiographique d'un pécheur repentant. Il a en effet placé en page de titre l'épigraphe suivante : Qui alios (seipsum) docet (« Qui enseigne aux autres enseigne aussi à lui-même »), et il donne à la femme malheureuse du héros le prénom de sa propre femme.

### Périclès, prince de Tyr
Depuis le premier commentaire de Nicholas Rowe qui suggère, en 1709, dans la biographie accompagnant son édition des œuvres de Shakespeare, que la pièce Périclès n'est pas entièrement de la main de Shakespeare, et après de nombreuses controverses, notamment entre George Steevens et Edmond Malone au XVIIIe siècle, la communauté universitaire moderne estime généralement que Wilkins en a écrit les deux premiers actes, et Shakespeare les trois derniers, tout en ignorant dans quelles circonstances et conditions s'est fait la collaboration,.
Peut-être qu'après le succès de sa pièce Miseries, Wilkins a été employé par la Troupe du roi pour travailler sur une nouvelle pièce, qui était dès le départ une collaboration, ou au contraire que Shakespeare a repris le travail en cours de Wilkins, ne conservant que les actes d'ouverture de la pièce et réécrivant le reste.
Cette pièce est jouée au Théâtre du Globe par la Troupe du roi, et Wilkins en publie une version romancée, intitulée The Painfull Adventures of Pericles Prince of Tyre en 1609, sans que l'on sache si cette version a été rédigée avant la pièce et a servi de base aux deux collaborateurs, ou si Wilkins l'a écrite entre deux épidémies de peste, qui font fermer les théâtres d'août 1608 à 1610, privant les dramaturges et comédiens de rentrées financières,.
En 1609, un certain Henry Gosson, sans aucune expérience préalable de l'impression de pièces de théâtre, publie la première édition de Périclès. Il ne fait apparaître sur la page-titre que le nom de Shakespeare, soit pour la différencier de la version romancée que fait paraître au même moment Wilkins, soit que la seule mention de Shakespeare fait vendre davantage. Cette édition est de mauvaise qualité. Elle lui arrive de mélanger la prose et les vers, de ne pas attribuer les répliques aux bons personnages, de faire des erreurs rendant l'intrigue incompréhensible, etc. Plusieurs raisons ont été évoquées pour expliquer ces défauts : recopie d'un manuscrit difficilement lisible, établissement du texte à partir du récit d'un acteur, mauvaise maîtrise de la typographie théâtrale. Il est possible que Wilkins soit impliqué dans la transmission clandestine du texte, la Troupe du roi n'ayant pas autorisé sa publication, et Wilkins estimant, à tort, en être le copropriétaire. La pièce connaissant toujours le succès au Théâtre du Globe, la Troupe du roi n'entreprend pas de faire paraître une version corrigée.

### The Travels of the Three English Brothers
En 1607, Day produit en collaboration avec William Rowley et George Wilkins The Travels of the Three English Brothers (en) (« Les Pérégrinations de trois frères anglais »), qui détaille les aventures de Sir Thomas, de sir Anthony et de Robert Shirley. Le personnage de Zariph le juif est indéniablement calqué sur celui de Shylock du Marchand de Venise de Shakespeare.
The Travels et Périclès sont populaires dans les milieux catholiques. Elles sont au répertoire de la troupe de Richard Cholmeley (en), une troupe itinérante de comédiens rebelles à la nouvelle religion, qui joue aux domiciles de familles catholiques dans les années 1608-1610. Il est possible que Wilkins soit lui-même un réfractaire.